# Chris Davies (homme politique libéral démocrate)
Chris Davies est un député européen britannique né le 4 juillet 1954 à Lytham St Annes. Il est membre des Libéraux-démocrates.

## Biographie
Il est élu député européen pour la première fois lors des élections européennes de 1999 et est réélu lors du scrutin de  2004.
Il est réélu lors des élections européennes de 2009 dans la circonscription de l'Angleterre du Nord-Ouest.
Au cours de la 7e législature, il siège au sein de l'Alliance des démocrates et des libéraux pour l'Europe. Il est membre de la commission de l'environnement, de la santé publique et de la sécurité alimentaire et de la commission de la pêche.
Il est réélu en 2019 et devient président de la Commission de la pêche. Il cesse de siéger à partir du 31 janvier 2020, date à laquelle son pays quitte l'Union européenne.